# Championnat international d'escrime 1934
Navigation
Édition précédente Édition suivante
La douzième édition du Championnat international d'escrime en 1934 s'est déroulé à Varsovie en Pologne.

## Résultats
| Épreuves                               | Or | Argent | Bronze |
| -------------------------------------- | --- | --- | --- |
| Épée                                   | | | |
| Hommes individuel résultats détaillés  | Pál Dunay | Gustaf Dyrssen | Hans Drakenberg |
| Hommes par équipes résultats détaillés | France- Georges Buchard - Philippe Cattiau - Michel Godin - René Lemoine - Michel Pécheux - Jean Piot               | Italie- Giancarlo Brusati - Giancarlo Cornaggia-Medici - Roberto Battaglia - Saverio Ragno - Giorgio Rastelli - Franco Riccardi | Suède- Hans Drakenberg - Gustaf Dyrssen - Carl Gripenstedt - Nils Hellsten - Sven Thofelt - Bertil Uggla                                                                 |
| Fleuret                                | | | |
| Hommes individuel résultats détaillés  | Giulio Gaudini | Gustavo Marzi | Giorgio Bocchino |
| Hommes par équipes résultats détaillés | Italie- Giorgio Bocchino - Manlio Di Rosa - Giulio Gaudini - Gioacchino Guaragna - Gustavo Marzi - Giuliano Nostini | France- René Bougnol - André Gardère - Édouard Gardère - Michel Godin - René Lemoine                                            | Allemagne- Erwin Casmir - Julius Eisenecker - August Heim - Stefan Rosenbauer                                                                                            |
| Femmes individuel résultats détaillés  | Ilona Elek | Margit Elek | Hedwig Haß |
| Femmes par équipes résultats détaillés | Hongrie- Erna Bogáti - Margit Danÿ - Ilona Elek - Margit Elek - Katalin Horváth - Ilona Varga                       | Allemagne- Hedwig Haß - Henni Jüngst - Olga Oelkers - Leni Oslob                                                                | Royaume-Uni- Mary Geddes - Judy Guinness - Gwendoline Neligan - Kathleen Stanbury-Statbourg Italie- Ada Biagini - Marisa Cerani - Letizia Meneghelli - Germana Schwaiger |
| Sabre                                  | | | |
| Hommes individuel résultats détaillés  | Endre Kabos | Giulio Gaudini | László Rajcsányi |
| Hommes par équipes résultats détaillés | Hongrie- Jenő Erdélyi - Aladár Gerevich - György Piller - Endre Kabos - László Rajcsányi - Imre Rajczy              | Italie- Giulio Gaudini - Gustavo Marzi - Aldo Montano - Vincenzo Pinton - Emilio Salafia - Angelo Treves                        | Pologne- Władysław Dobrowolski - Leszek Lubicz-Nycz - Władysław Segda - Antoni Sobik - Marian Suski - Tadeusz Friedrich                                                  |

## Tableau des médailles
| Rang  | Nation      | Or | Argent | Bronze | Total |
| ----- | ----------- | -- | ------ | ------ | ----- |
| 1     | Hongrie     | 5  | 1      | 1      | 7     |
| 2     | Italie      | 2  | 4      | 2      | 8     |
| 3     | France      | 1  | 1      | 0      | 2     |
| 4     | Allemagne   | 0  | 1      | 2      | 3     |
| -     | Suède       | 0  | 1      | 2      | 3     |
| 6     | Pologne     | 0  | 0      | 1      | 1     |
| 6     | Royaume-Uni | 0  | 0      | 1      | 1     |
| TOTAL | TOTAL       | 8  | 8      | 9      | 25    |